# Sanpoil (rivière)
Pour l’article homonyme, voir Sanpoil.
La Sanpoil est une rivière de l'État de Washington, aux États-Unis, affluent du fleuve Columbia. Elle tire son nom du peuple amérindien des Sanpoil qui habitaient le long de son cours.